# Pokój Saren Piano
Pokój Saren Piano – dokumentacja nagrań fortepianowych opracowanych przez Józefa Skrzeka oraz Lecha Majewskiego i wykonanych przez Józefa Skrzeka 22-24.09.1997 w International Studio Haarendael w Holandii.
Pokój saren to cztery formy ekspresji i współpracy Lecha Majewskiego z Józefem Skrzekiem: opera, film, podwójna płyta wydana przez „PolyGram” oraz publikacja zawarta również jako jedenasta płyta z 20 płytowego boxu muzycznego dotyczącego twórczości Józefa Skrzeka zatytułowanego Viator 1973–2007 wydanego przez Metal Mind Productions. 

## Muzycy
- Józef Skrzek – fortepian

## Lista utworów
1. Uwertura – Overture  (07:40)
2. Korytarz – The Corridor  (03:20)
3. Wspólny Obiad – Family Dinner  (04:30)
4. Kwiat Paproci – Fern's Bloom  (04:20)
5. Pełnia – Full Moon  (03:10)
6. Nasze Drzewo – Our Tree  (05:50)
7. Deszcz – Rain  (03:15)
8. Jabłko – The Apple  (04:50)
9. Pokój Saren – The Roes' Room  (04:35)
10. Szron – Frost  (03:53)